# Ájax
Ájax (em grego clássico: Αἴας; romaniz.: Aias) é um dos personagens da mitologia grega, participante da Guerra de Troia. Frequentemente é referido como Ájax, o Grande, para distingui-lo do homônimo Ájax, filho de Ileu. De acordo com Homero, na obra Ilíada, Ájax era "o mais valente e o mais belo de todos os Dânaos guerreiros, se excetuarmos, apenas, o herói impecável, Aquiles."

## Família e nascimento
Ájax era filho de Telamon e Peribeia; seu pai era filho de Éaco e Endeis e sua mãe era filha de Alcatos, filho de Pélope.
Telamon e seu irmão Peleu combinaram matar seu meio-irmão Foco, filho de Éaco e Psâmate, filha de Nereu. Por sorteio, Telamon deu o golpe fatal, e Peleu escondeu o corpo; quando o assassinato foi descoberto, os dois fugiram de Égina. Segundo Ferecides de Leros, Telamon não era irmão, mas amigo, de Peleu, sendo filho de Acteu e Glauce, filha de Cicreu, rei de Salamina.
Telamon fugiu para Salamina, para a corte de Cicreu, filho de Poseidon e Salamina, filha de Asopo; quando Cicreu morreu sem filhos, o reino passou para Telamon.
O filho de Telamon e Peribeia ganhou o nome Ájax porque Héracles rezou para que eles tivessem um filho homem, e neste momento apareceu uma águia  (aietos). Telamon também teve um filho com Hesíone, filha de Laomedonte, que ele recebeu como espólio da guerra que Héracles fez contra Troia; o filho de Hesíone foi Teucro.

## Lenda

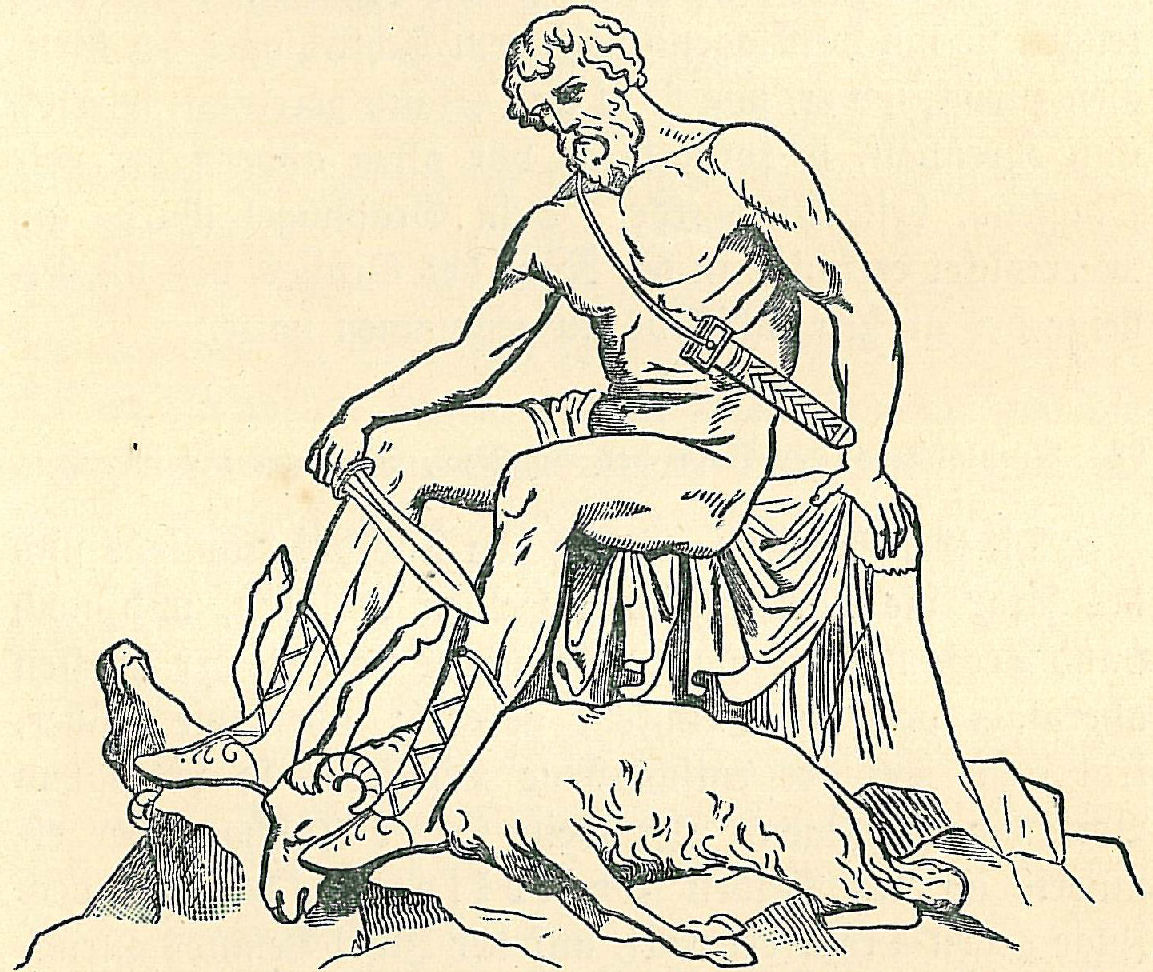
Ájax, assassino de rebanhos

Ájax era filho de Telamon (rei de Salamina) e, ao lado de Diomedes, tido como um dos mais fortes e habilidosos guerreiros gregos depois de Aquiles. Meio-irmão de Teucro, era praticamente imbatível e graças a ele os gregos conquistaram várias vitórias contra os troianos. Ao lado de Ájax, lutava outro Ájax, o lócrio. Quando ambos lutavam juntos somente os deuses podiam resistir à sua investida. Ájax também era conhecido como Ájax de Salamina.
Homero descreveu Ájax como uma muralha, muito mais alto do que os outros homens, com um escudo na forma de torre e uma lança comprida. Utilizava pedras colossais para combater seus oponentes. Quando Aquiles se retirou da luta, Ájax enfrentou Heitor em um único combate. Os dois heróis lutaram o dia inteiro e só Heitor sofreu pequenos ferimentos. Após a morte de Aquiles, Ájax disputou com Odisseu a armadura do herói morto. Odisseu provou ser melhor orador e ganhou o prêmio.
Num acesso de loucura, ele degolou os animais dos rebanhos dos gregos, certo de que matava os adversários. Ao reconhecer o erro, suicidou-se. A loucura de Ájax inspirou Sófocles a escrever a tragédia Ájax Furioso (450 a.C.).